# Charles Hutter
Charles George Hutter Jr. (* 21. Juni 1916 in Pana, Illinois; † 24. September 1989 in Los Angeles, Kalifornien) war ein Schwimmer aus den Vereinigten Staaten.

## Karriere
Bei den Olympischen Sommerspielen 1936 in Berlin erreichte die 4-mal-200-Meter-Freistilstaffel mit Ralph Gilman, Charles Hutter, Jack Medica und Paul Wolf den Endlauf in 9:10,4 Minuten und war damit hinter den Japanern die zweitschnellste Staffel der Vorläufe. Im Finale siegten die Japaner vor der US-Staffel, die in der Besetzung Ralph Flanagan, John Macionis, Paul Wolf und Jack Medica 9:03,0 Minuten benötigte. Nach den damals gültigen Regeln erhielten Schwimmer, die nur im Staffelvorlauf eingesetzt wurden, keine Medaille.
Charles Hutter wurde 1937 Hallenmeister der Amateur Athletic Union über 200 Yards Freistil. 1938 graduierte er an der Harvard University.